# B-Side Ourselves
B-Side Ourselves è un EP degli Skid Row contenente cinque cover, uscito il 22 settembre 1992 per l'Etichetta discografica Atlantic Records.

## Tracce
1. Psycho Therapy - (Ramones)
2. C'Mon And Love Me - (Kiss)
3. Delivering the Goods (Live) - (Judas Priest)
4. What You're Doing - (Rush)
5. Little Wing - (Jimi Hendrix)

## Formazione
- Sebastian Bach - voce
- Rachel Bolan - basso
- Scotti Hill - chitarra
- Dave "Snake" Sabo - chitarra
- Rob Affuso - batteria

### Altre partecipazioni
- Taime Downe - cori nella traccia 1
- Rob Halford - cori nella traccia 3

## Classifica

### Album
Billboard (Nord America)
| Anno | Classifica    | Posizione |
| ---- | ------------- | --------- |
| 1992 | Billboard 200 | #58       |